# Borovice drobnokvětá
Borovice drobnokvětá (Pinus parviflora) je asijský druh pětijehličné borovice, občas se i v Česku vyskytující v parkových a zahradních výsadbách (vyskytuje se mnoho jejích okrasných kultivarů). Je menšího vzrůstu, s kratšími jehlicemi. V Japonsku je pod názvem Goyomatsu velmi oblíbená jako objekt pro pěstování pověstných bonsají.

## Synonyma
• Pinus heterophylla Presl, 1847
• Pinus cembra var. japonica Nelson, 1866
• Pinus pentaphylla Mayr., 1890
• Pinus himekomatsu Miyjabe et Kudo, 1921

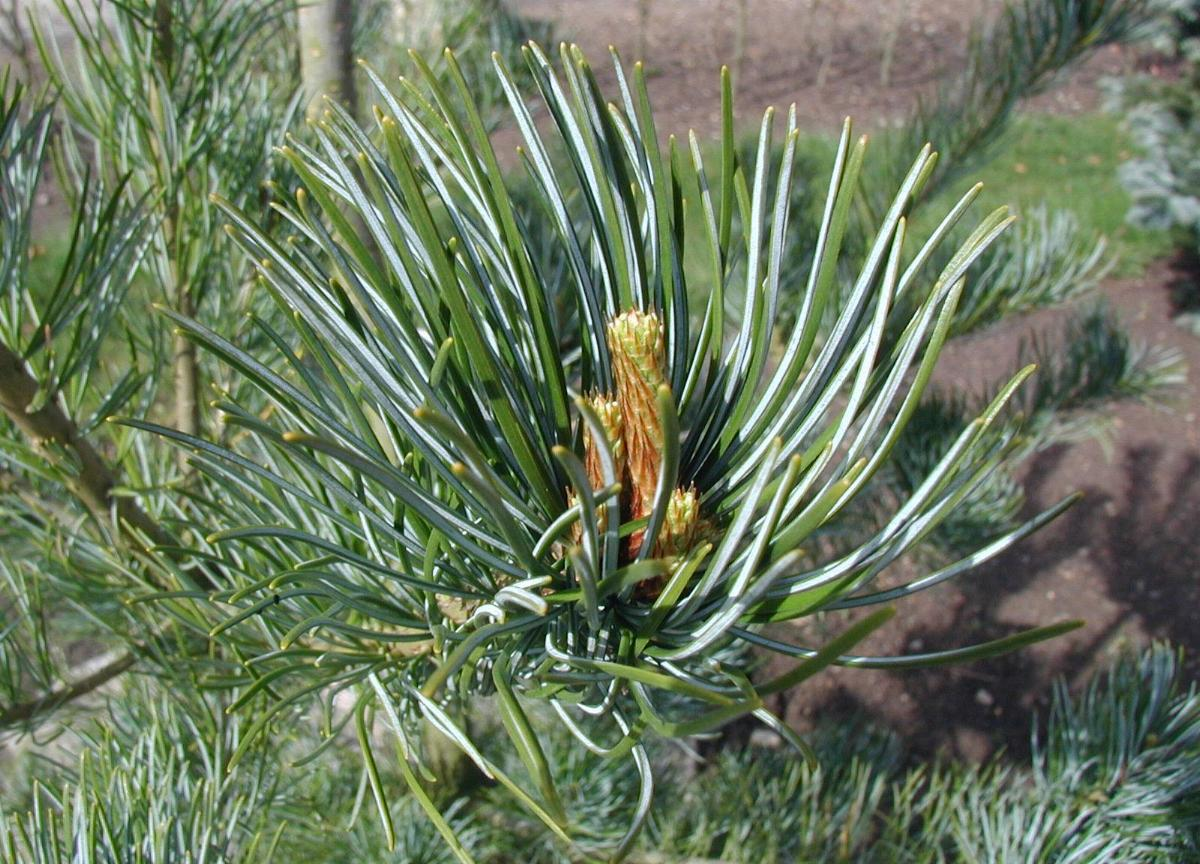
Detail jehličí

## Taxonomické členění a rozdíly

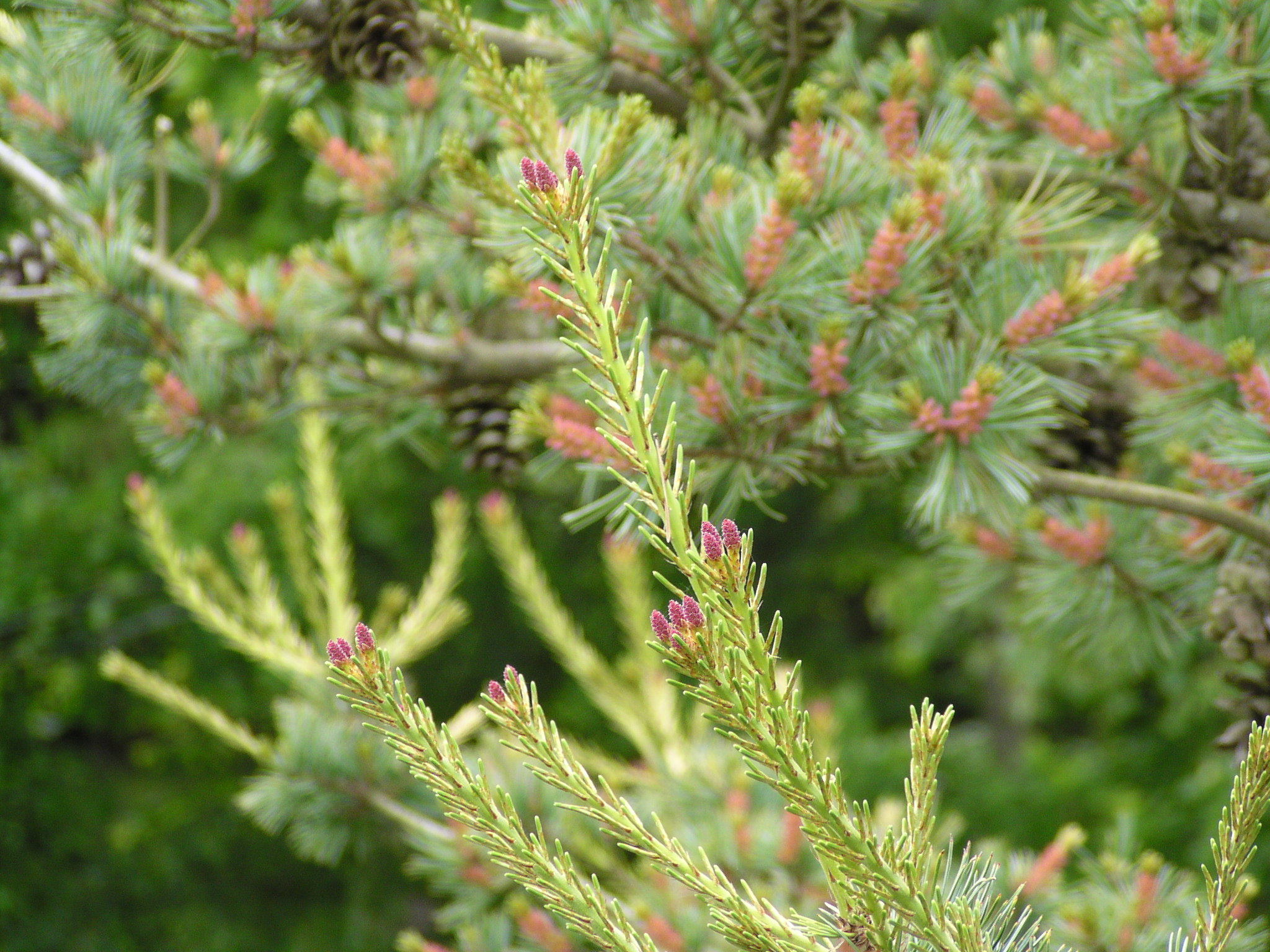
Kvetení

Rozlišují se 2 subspecie (poddruhy):
• Pinus parviflora subsp. parviflora – křídlo semen (2 – 9 mm), nefunkční, ulpívající na šupině šišek
• Pinus parviflora subsp. pentaphylla (Mayr.) Businský, 1999 – delší (8 – 19 mm) a funkční křídlo semene, snadno oddělitelné od šupiny šišky, delší a tmavší jehlice (6 – 8 cm)

## Vzhled
Menší, 10–20 m vysoký strom. Koruna široce kuželovitá, s borkou dlouho hladkou, černošedou, později šupinatou. Větve široce rozložené, letorosty zelenohnědé, krátce chlupaté. Pupeny malé (5 mm), vejčité, zúžené, hnědožluté. Jehlice po 5, na konci větví chvostovitě nahloučené, 3–8 cm dlouhé, s bílými řadami průduchů, tenké a zakřivené. V našich podmínkách pouze 1–3 ročníky jehlic na větvích. Brzy plodí, šišky jednotlivě i ve skupinách, vodorovně odstávající a přisedlé, protáhlé, 5–10 × 3–4 cm. Plodní šupiny silné, kožovitě dřevnaté, červenohnědé, se štítky popelavými, kosočtverečnými a dovnitř ohnutým pupkem. Semena vejčitě elipsoidní, s tenkým (zakrnělým – viz taxonomie) křídlem.

## Výskyt
V horských polohách v Japonsku (Honšú a Hokkaidó) a v již. Koreji, v Česku sporadicky v okrasných výsadbách, kde jde většinou okrasné kultivary.

## Ekologie
Tento druh je velmi variabilní a vyskytuje se v horách (1500 – 2500 m n. m.). Je odolná k mrazu a nenáročná na půdu, vyžaduje však více srážek . Roste velmi pomalu a snáší i částečné zastínění.

## Využití
Protože je pomalého růstu, má velmi husté dřevo, které se v Japonsku používalo k řezbářství. Její hlavní využití je v okrasných výsadbách jako parková dřevina a jak již bylo zmíněno, používá se pro bonsaje.